# Air São Tomé e Príncipe
Air São Tomé e Príncipe — колишня і єдина авіакомпанія в Сан-Томе і Принсіпі.
Єдиним літаком авіакомпанії був De Havilland Canada DHC-6 Twin Otter 300 серії. 23 травня 2006 р. під час тренувального польоту він розбився на північному сході острова Сан-Томе.